# SN 2009dg
SN 2009dg – supernowa typu Ia odkryta 3 marca 2009 roku w galaktyce A113344+1434. W momencie odkrycia miała maksymalną jasność 19,50m.